# Мічурінська єпархія
Мічурінська єпархія (рос. Мичу́ринская епа́рхия) — єпархія Російської православної церкви в адміністративних межах Мічурінського, Моршанського, Нікіфоровського, Первомайського, Петровського, Сосновського та Староюрьївського районів Тамбовської області. Входить до складу Тамбовської митрополії.

## Історія
Вікаріатство Тамбовської єпархії було засновано 10 грудня 1868 року, проте після смерті єпископа Іоанникія (Москвіна) довгий час не заміщувалося. Відновлено Указом Святійшого синоду від 5 лютого 1904 року.
Після перейменування міста в Мічурінськ у 1932 році вікаріатство було названо відповідно. Зайнявший в 1936 році тамбовську кафедру єпископ Венедикт (Алентов) іменувався Тамбовським і Мічурінським, що означало скасування Мічурінського вікаріатства.
26 грудня 2012 року рішенням Священного синоду Російської православної церкви була утворена Мічурінська єпархія, яка була виділена зі складу Тамбовської єпархії з включенням до складу новоутвореної Тамбовської митрополії.
У серпні 2013 року єпархії був повернутий комплекс будівель колишніх Миколаївського притулку і церкви на честь святого Миколи Чудотворця, у минулому відомих жителям міста, як клуб імені Леніна. Там розміститься єпархіальне управління.

## Єпископи
Козловське вікаріатство Тамбовської єпархії
- Іоанникій (Москвін) (9 травня — 25 жовтня 1869)
- Нафанаїл (Троїцький) (29 лютого 1904 — 31 жовтня 1908)
- Григорій (Яцковський) (21 листопада 1908 — 13 грудня 1912)
- Зіновій (Дроздов) (17 січня 1913 — 22 травня 1918)
- Павло (Поспєлов) (7 червня 1918 — 28 листопада 1919)
- Димитрій (Добросєрдов) (23 вересня 1923 — нач. 1926)
- Алексій (Буй) (лютий 1926 — червень 1927)
- Вассіан (П'ятницький) (22 червня 1927 — 9 квітня 1930)

Мічурінська єпархія
- Феодосій (Васнєв) (26 грудня 2012 — 27 вересня 2013) в.о, митр. Тамбовський
- Гермоген (Сєрий) (з 27 вересня 2013)